# Andwakia insignis
Andwakia insignis är en havsanemonart som beskrevs av Oscar Henrik Carlgren 1951. Andwakia insignis ingår i släktet Andwakia och familjen Andwakiidae. Inga underarter finns listade i Catalogue of Life.